# University College London
University College London - UCL, ou University College, London (em português: Colégio Universitário de Londres ou Colégio Universitário, Londres) é uma universidade pública em Londres (Inglaterra) e uma das universidades constituintes da Universidade de Londres, que funciona de forma federal e aglomera várias universidades (denominadas, no caso particular da Universidade de Londres, como "colleges"). Foi fundado em 1826 como University of London, inspirada nos ideiais de Jeremy Bentham.
O University College foi a primeira instituição universitária de Londres. É também a primeira inteiramente secular na Inglaterra; a primeira a admitir estudantes independentemente de sua religião; a primeira a admitir mulheres em condição de igualdade com os homens.
Tornou-se, com o King's College London, uma das duas universidades independentes fundadoras da Universidade de Londres em 1826 e tem crescido também pelas suas fusões, incluindo o Institute of Neurology (1997), o Royal Free Hospital Medical School (1998), o Eastman Dental Institute (1999), a School of Slavonic and East European Studies (1999), a School of Pharmacy (2002) e o Institute of Education (2014). O UCL é a maior instituição de ensino superior em Londres, a maior instituição de pós-graduação no Reino Unido por número de inscrições e é considerada como uma das principais universidades de pesquisas multidisciplinares do mundo.
O University College London é integrante do grupo Golden Triangle de universidades britânicas de elite, em conjunto com a Universidade de Oxford, Universidade de Cambridge, Imperial College London, e London School of Economics.

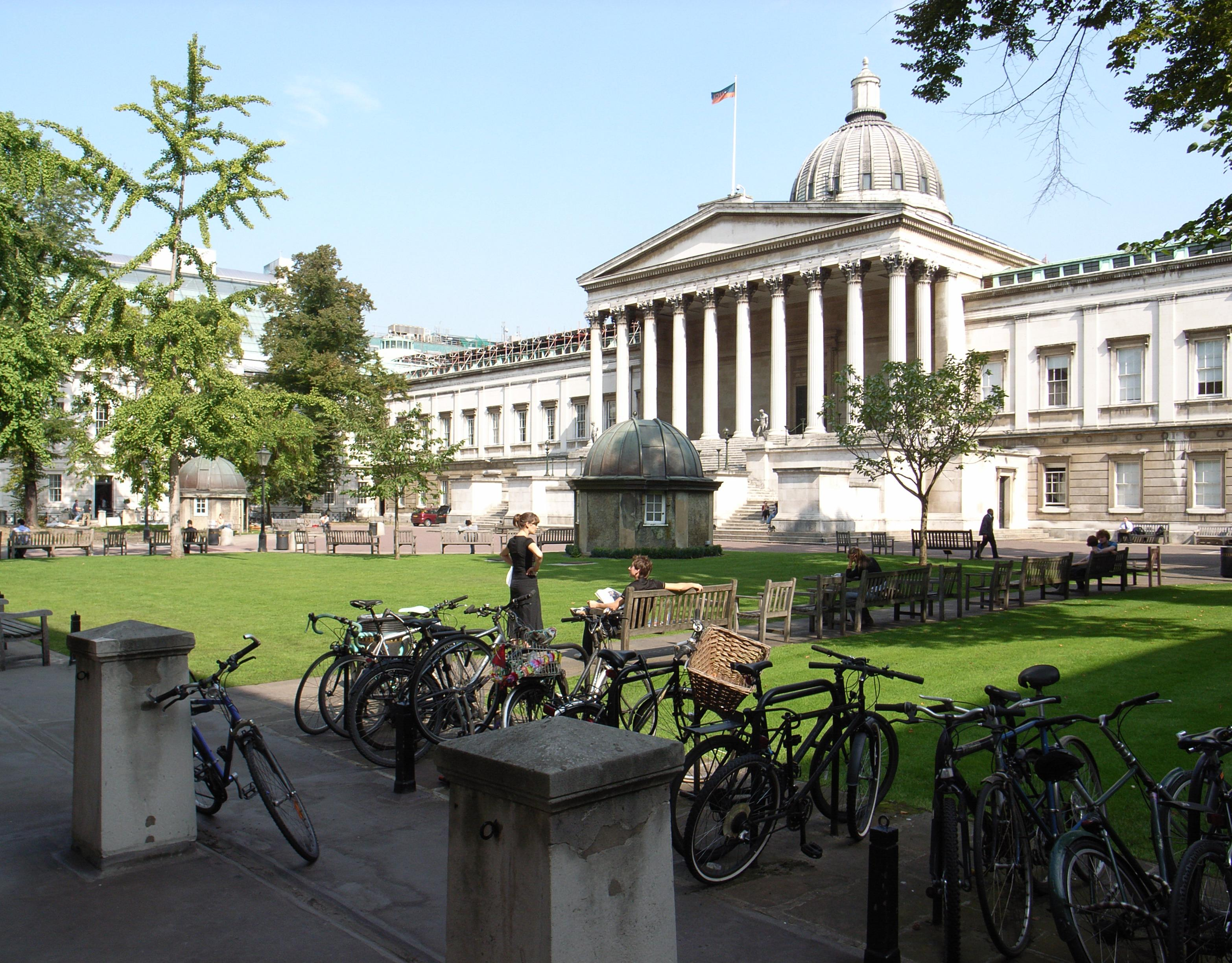
Entrada Principal da Universidade

O campus principal do UCL está localizado na área de Bloomsbury, no centro de Londres, com diversos institutos e hospitais escola em outros lugares fora de Londres, assim como campos satélite em Adelaide, Austrália e Doha, Qatar. O UCL está organizado em 11 faculdades constituintes, dentro das quais existem mais de 100 departamentos, institutos e centros de pesquisa. O UCL é responsável por vários museus e coleções em uma grande variedade de campos, incluindo o Museu Petrie de Arqueologia Egípcia e do Grant Museum of Zoology and Comparative Anatomy. O UCL tem cerca de 36 mil alunos e 11 mil funcionários (incluindo cerca de 6.000 docentes e 980 professores) e teve uma renda total de £1.02 bilhões em 2013/14, dos quais £374,5 milhões foram de bolsas e contratos de pesquisa. O UCL é um membro de várias organizações acadêmicas e faz parte da UCL Partners, o maior centro de ciência de saúde acadêmico do mundo, e do "triângulo de ouro" das universidades inglesas de elite.
UCL é uma das universidades britânicas mais seletivas e ocupa um lugar destacado nos rankings nacionais e internacionais das universidades. Os graduados do UCL são classificados entre os mais empregáveis pelos empregadores internacionais e o rol de seus ex-alunos incluem o "Pai da Nação" da Índia, Quênia e Maurício, fundadores de Gana, do Japão moderno e da Nigéria, o inventor do telefone, e um dos co-descobridores da estrutura de DNA. Os acadêmicos do UCL têm contribuído para importantes avanços em várias disciplinas; todos os cinco dos gases nobres que ocorrem naturalmente foram descobertos no UCL por William Ramsay, o tubo de vácuo foi inventado por John Ambrose Fleming, enquanto um corpo docente do UCL e vários avanços fundamentais nas estatísticas modernas foram feitas no UCL, no departamento de ciência da estatística fundado por Karl Pearson. Há ainda entre seus ex-alunos e funcionários 30 ganhadores do Prêmio Nobel.
Em 2009, a Yale UCL Collaborative foi estabelecida entre UCL, UCL Partners, Universidade de Yale, Yale School of Medicine e Yale -. New Haven Hospital. É a maior colaboração internacional da Universidade de Yale, e o seu âmbito foi posteriormente estendido para as ciências humanas e sociais.
No Brasil, a faculdade é representada por Roberto Baumgarten Kuster, Christian Bittencourt e Alex Makray.